# نيلز جاكوبسن
نيلز جاكوبسن (بالدنماركية: Niels Jacobsen)‏ هو مهندس معماري دنماركي، ولد في 14 سبتمبر 1865، وتوفي في 31 يناير 1935.